# Хлороза
Хлороза (од грчког χλωρίς = светлозелен, зеленкаст, жут) је патолошка или нормална физиолошка појава када лисно ткиво зелених биљака делимично или потпуно постаје бледо или жути. Хлороза се јавља због разлагања хлорофила и/или немогућности његове синтезе што доводи до опадања нивоа овог биљног пигмента у ћелији. Узроци хлорозе могу да буду различити. 

## Узроци хлорозе

### Пестицидиитоксиникао узрок хлорозе
Нелеталне повишене концентрације пестицида (хербицида, инсектицида, фунгицида...) и токсичних супстанци у земљишту (боја, уља, хемијских растварача...) и ваздуху (сумпордиоксид, оксиди азота, озон...) могу изазвати жутило асимилационих органа (слика А: садница смрче са хлорозом насталом због повишене концентрације хербицида (Casoron)) . 

### Хлороза као последица неадекватнеминералне исхране
Недостатак неких кључних минералних нутријената изазива хлорозу у биљкама. Често жути лист указује на недостатак азота и/или магнезијума (који улазе у састав молекула хлорофила) али и гвожђа (неопходног за синтезу прекурзора хлорофила), сумпора или мангана када је лисни паренхим жут, а нерви остају зелени. Недостатак магнезијума манифестује се хлорозом старијих листова. С друге стране, недостатак гвожђа испољава се као хлороза млађих листова. Сувишна количина неких метала као што је манган, може такође да изазове симптоме сличне хлорози изазваној недостатком гвожђа. Претпоставља се да манган двовалентни јон гвожђа (Fe++) оксидује у тровалентни (Fe+++) који нема дејство у синтези хлорофила. Биљке код којих се јавља хлороза услед недостатка неког елемента, могу се опоравити ако им се тај елеменат дода у довољној количини (слика B: хлоротични листови ликвидамбра због недостатка гвожђа).

### Хлороза као реакција на светлост
У мраку нема синтезе хлорофила, а при слабој светлости (дубокој сенци) биљке, посебно хелиофите, пате од хлорозе, односно етиолираности која се поред хлоротичних и мањих листова испољава и издуженошћу интернодија (слика C: поник понцируса – бели клијавци изникли у мраку и зелени изникли на светлости). Сциофите, напротив постају хлоротичне при пуној изложености сунчевој радијацији (слика G: листови хосте, сциофите, изложени сунцу). 

### Соматске мутације узрочници хлорозе
Спонтани прелазак хлоропласта, пластида који садрже хлорофил, у леукопласте, пластиде без пигмената, изазива хлорозу која најчешће обухвата делове листа или биљке (биљке су панаширане) (слика D: пајавац са панашираним листовима).  

### Болести као изазивачи хлорозе
Хлорозу изазвану биотичким факторима најчешће проузрокују вируси. Бактеријски патоген Pseudomonas syringae pv. tagetis изазива потпуну хлорозу код врста породице Asteraceae, а често је хлороза и последица напада штеточина, најчешће биљних ваши (слика Е: алтерације четине ариша после напада биљних ваши).

### pHземљишта као узрок хлорозе
Киселост или алкалност земљишта може да утиче на приступачност макро и микро елемената минералне исхране јер и оптимална количина неког нутријента може да буде неприступачна биљци при високим или ниским вредностима pH (слика F: промена боје црвеног храста због алкалности земљишта). 

### Хлоротична реакција навлагу
Хлороза може да се јави и као последица вишка или мањка влаге у земљишту, при чему страда коренов систем па се хлороза јавља као секундарна манифестација оштећења корена (слика H: црна топола са хлоротичним листовима као реакције на повишени ниво подземне воде). 

### Физиолошка хлороза
Жутило проксималних листова здраве биљке јавља се често код знатног броја зељастих биљка, посебно после цветања јер користе азот и магнезијум за синтезу хлорофила у млађим, вршним, а не у старијим, базалним, листовима. Појава код дрвенастих листопадних врста, којима лист жути пре опадања у јесен, такође се назива хлорозом (слика I: амерички јасен крајем октобра са жутим круном).  